# Eoanthidium bakerorum
Eoanthidium bakerorum is een vliesvleugelig insect uit de familie Megachilidae. De wetenschappelijke naam van de soort is voor het eerst geldig gepubliceerd in 2004 door Engel.
De soort komt voor in Oman en de Verenigde Arabische Emiraten.